# Wsewolod
Wsewolod (kyrillisch: Всеволод; russisch всё „alles“ und владеть „(be)herrschen“) ist ein slawischer männlicher Vorname und Name mehrerer Herrscher:

## Herrscher namens Wsewolod
- Wsewolod Wladimirowitsch (983/984–1013), Fürst von Wolhynien
- Wsewolod I. (1030–1093), Großfürst von Kiew
- Wsewolod Mstislawitsch († 1138), Fürst von Nowgorod
- Wsewolod II. (1104–1146), Großfürst von Kiew
- Wsewolod III. (1154–1212), Großfürst von Wladimir
- Wsewolod IV. († um 1215), Großfürst von Kiew
- Vissewalde, († nach 1230), Fürst von Jersika
- Wsewolod von Smolensk († 1249), Fürst von Pskow, Nowgorod und Smolensk

## Weitere Namensträger
- Wsewolod Michailowitsch Abramowitsch (1890–1913), russischer Flugpionier und Fluglehrer
- Wsewolod Balyzkyj (1892–1937), ukrainisch-sowjetischer Politiker und Geheimdienstchef
- Wsewolod Michailowitsch Bobrow (1922–1979), sowjetischer Sportler, der sowohl Fußball, Bandy als auch Eishockey spielte
- Wsewolod Sergejewitsch Burzew (1927–2005), russischer Computerarchitekt
- Wsewolod Michailowitsch Garschin (1855–1888), russischer Schriftsteller
- Wsewolod Holubowytsch (1885–1939), ukrainischer Politiker
- Wsewolod Wjatscheslawowitsch Iwanow (1895–1963), russischer Schriftsteller
- Wsewolod Fjodorowitsch Jakowlew (1895–1974), sowjetischer General
- Wsewolod Anissimowitsch Kotschetow (1912–1973), russischer Schriftsteller
- Wsewolod Nikolajewitsch Merkulow (1895–1953), sowjetischer Politiker und Geheimdienstfunktionär
- Wsewolod Emiljewitsch Meyerhold (1874–1940), russischer  Regisseur und Schauspieler
- Wsewolod Fjodorowitsch Miller (1848–1913), russischer Historiker, Ethnograph und Linguist
- Wsewolod Nikolajewitsch Petrow (1912–1978), russischer Kunsthistoriker
- Wsewolod Illarionowitsch Pudowkin (1893–1953), sowjetischer Filmregisseur, Schauspieler und Filmtheoretiker
- Wsewolod Alfredowitsch Rauser (1908–1941), russischen Schachspieler
- Wsewolod Fjodorowitsch Rudnew (1855–1913), russischer Marineoffizier
- Wsewolod Petrowitsch Saderazki (1891–1953), russischer Komponist und Pianist
- Wsewolod Michailowitsch Sibirzew (1893–1920), russischer Revolutionär
- Wsewolod Anatoljewitsch Tschaplin (1968–2020), russischer Geistlicher
- Wsewolod Wolin (1882–1945), russischer Anarchist und Revolutionär, siehe Volin
- Wsewolod Platonowitsch Wolkow (1926–2023), mexikanischer Chemiker, Enkel von Leo Trotzki, siehe Esteban Volkov